# Steen Michael Petersen
Steen Michael Petersen (født 29. oktober 1959 i København) er en tidligere cykelrytter fra Danmark. I 1977 blev han kåret som Årets cykelrytter i Danmark.